# Magdalena Koleśnik
Magdalena Koleśnik (ur. 27 lutego 1990 w Białymstoku) – polska aktorka.

## Kariera aktorska
Jest absolwentką Państwowej Wyższej Szkoły Teatralnej im. Ludwika Solskiego w Krakowie, którą ukończyła w 2015. Debiutowała w Teatrze Ateneum w Warszawie rolą w spektaklu Siła przyzwyczajenia w reżyserii Magdaleny Miklasz. Od 2015 występuje w Teatrze Powszechnym w Warszawie. Współpracowała także z teatrami warszawskimi: Ochoty, Żydowskim oraz z Teatrem „Bagatela” im. Tadeusza Boya-Żeleńskiego w Krakowie. W Teatrze Wielkim – Operze Narodowej występuje w roli Widma Marii w Umarłym mieście Korngolda w reżyserii Mariusza Trelińskiego.
W 2014 została nagrodzona za rolę Marii Łukianowny w spektaklu Samobójca na 32. Festiwalu Szkół Teatralnych w Łodzi, w 2015 otrzymała nagrodę im. Andrzeja Nardellego za najlepszy debiut aktorski w spektaklu Dybuk, zaś w 2017 zdobyła nagrodę 4. Festiwalu Nowego Teatru w Rzeszowie dla Młodego Twórcy za rolę Jagny w Chłopach ze względu na „wykreowanie niebywale przejmującej roli Jagny, która dzięki imponującej precyzji warsztatu aktorskiego, przełamuje klasyczne uwizerunkowienie postaci”. Laureatka nagrody Festiwalu Polskich Filmów Fabularnych w Gdyni za pierwszoplanową rolę kobiecą (2020) oraz nagrody im. Zbyszka Cybulskiego za film Sweat. 
Śpiewa jako chórzystka w zespole Współgłosy, z którym w 2024 roku wydała album Współgłosy.

## Życie prywatne
Jest siostrą przyrodnią aktora Bartosza Bieleni i partnerką życiową muzyka Marcela Balińskiego.

## Filmografia
| Rok  | Tytuł                      | Rola                       | Uwagi |
| ---- | -------------------------- | -------------------------- | --- |
| 2014 | Miasto 44                  | sanitariuszka Klara        | |
| 2014 | Komisarz Alex              | Oliwia Łukomska            | odc. 76 |
| 2014 | Kamienie na szaniec        | Monia, dziewczyna „Rudego” | |
| 2016 | Powiedz tak!               | Urszula, panna młoda       | odc. 8 |
| 2016 | Komisja morderstw          | współlokatorka Ester       | odc. 8 |
| 2016 | Singielka                  | Iza Szafrańska             | |
| 2017 | Miasto skarbów             | kobieta Milera             | |
| 2018 | Zabawa, zabawa             | Patrycja Leszczyńska       | |
| 2018 | Drogi wolności             | Olga Sygalis               | |
| 2019 | W rytmie serca             | Olga Kamińska, żona Rafała | odc. 49 |
| 2020 | Sweat                      | Sylwia Zając               | 2020: nagroda Festiwalu Polskich Filmów Fabularnych w Gdyni za pierwszoplanową rolę kobiecą 2020: nagroda Onetu „Odkrycie Festiwalu” na Festiwalu Polskich Filmów Fabularnych w Gdyni 2020: Kryształowa Gwiazda „Elle” na Festiwalu Polskich Filmów Fabularnych w Gdyni 2020: nagroda aktorska Międzynarodowego Festiwalu Filmowego w Makau 2021: nagroda im. Zbyszka Cybulskiego 2021: nagroda specjalna jury na festiwalu Tarnowska Nagroda Filmowa 2022: nominacja do Orła za najlepszą główną rolę kobiecą |
| 2020 | Maryjki                    | Marzenka                   | |
| 2020 | BrzydUla 2                 | Nadia Marczyk              | |
| 2021 | Inni ludzie                | Aneta                      | |
| 2021 | Klangor                    | Paulina                    | |
| 2021 | Kruk. Czorny woron nie śpi | Justyna Ataman             | |
| 2022 | Krakowskie potwory         | zapadliska Andżela         | |
| 2022 | Miłość na pierwszą stronę  | Amanda Prus                | |
| 2022 | Kruk. Jak tu ciemno        | Justyna Ataman             | |
| 2023 | Ukryta sieć                | Julita Wójcicka            | |
| 2024 | Gąska                      | Dominika                   | |
| 2025 | Pojedynek                  | Wanda                      | |

### Dubbing
| Rok  | Tytuł                    | Rola |
| ---- | ------------------------ | ---- |
| 2021 | Falcon i Zimowy Żołnierz | Leah |